# Euproctis postincisa
Euproctis postincisa är en fjärilsart som beskrevs av Moore 1879. Euproctis postincisa ingår i släktet Euproctis och familjen tofsspinnare. Inga underarter finns listade i Catalogue of Life.